# 川口ひろし
川口 ひろし（かわぐち ひろし、1941年 - ）は、日本の演歌歌手、ものまねタレント、作曲家。本名：川口 洋（読み同じ）。旧芸名は河口 浩。千葉県出身。東京演芸協会会員。

## 来歴
1958年に灘康次に弟子入りし、「灘康次とモダンカンカン」のメンバーとなる。解散後も灘が結成した「ザ・ぴんぼけ」のメンバーとなり音楽活動を継続する。後にものまね芸人に転向し、美空ひばりなどの女性演歌歌手のものまねにより一世風靡した。
1980年に結成された「ものまねヨイショ軍団」（片岡鶴太郎、はたけんじ、北口光彦（現・北口幹二彦））のメンバーの一人となり、ものまね番組に出演した。歌手としての活動以外にも作曲家、歌謡ショー司会者としても活動し、増位山太志郎（元大関）の「昭和流行歌」（1989年9月25日発売）のカップリング曲「お馴染さん」の作曲も手掛けている。

## ものまねレパートリー
- 美空ひばり
- 島倉千代子
- 瀬川瑛子
- 小林幸子 他

## 出演
- クイズ!脳ベルSHOW（BSフジ、2019年12月11日、12月12日）